# جو ساوت
جو ساوت (انگلیسی: Joe South; ۲۸ فوریهٔ ۱۹۴۰ – ۵ سپتامبر ۲۰۱۲) موسیقی‌دان اهل ایالات متحده آمریکا بود. وی بین سال‌های ۱۹۵۸ تا ۲۰۱۲ میلادی فعالیت می‌کرد.